# Bit

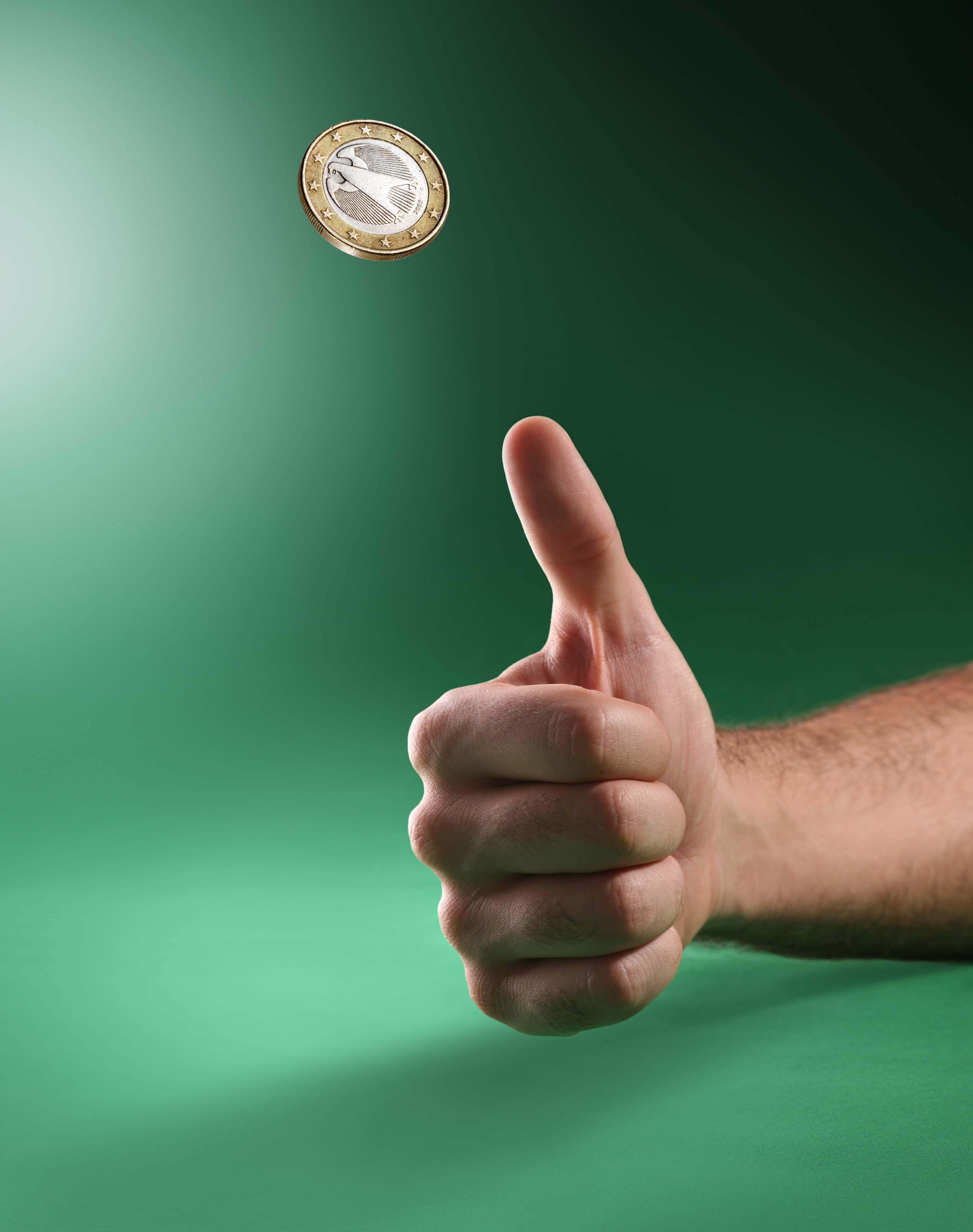
Il lancio di una moneta: un tipo di evento il cui esito può essere descritto con un singolo bit di informazione

In informatica e nella teoria dell'informazione, il bit è l'unità standard di misura dell'entropia, meglio nota come quantità di informazione. Viene identificato con la lettera "b".
Il nome è una parola macedonia dei termini inglesi "binary" (binario) e "digit" (cifra).
Per questo motivo il termine bit viene colloquialmente utilizzato come sinonimo di cifra binaria, che però formalmente è un concetto distinto.
Complice delle occasionali confusioni tra bit e cifra binaria è anche il fatto che una cifra binaria codifica esattamente 1 bit di informazione.
Il concetto di bit è stato introdotto nel 1948 da Claude Shannon, fondando la teoria dell'informazione.
In seguito furono proposti alcuni nomi alternativi come Binit e Bigit, che tuttavia non sono mai entrati nell'uso comune.
Nonostante la loro impopolarità questi termini compaiono occasionalmente in vari scritti come sinonimo di Bit.

## Definizione
Nel suo articolo "A Mathematical Theory of Communication" Shannon fissa il problema fondamentale della comunicazione come quello di riprodurre ad certo punto, in modo esatto oppure approssimativo che sia, un messaggio selezionato ad un altro punto.
In questo contesto egli evidenzia come l'aspetto significativo del problema dal punto di vista ingegneristico sia che il messaggio viene sempre selezionato da un set di possibili messaggi definito a priori.

Da questa considerazione deriva l'intuizione della natura probabilistica dell'incertezza e quindi, dualmente, dell'informazione.
Dato il modello matematico di una sorgente di informazione discreta, risulta interessante poter misurare e quindi definire una grandezza per quanta informazione viene emessa da questa.
Shannon affronta questo problema introducendo il concetto di quantità di informazione, o anche entropia per via della similarità con alcune formulazioni del concetto di entropia in meccanica statistica.

```

  

    

      

        

          
H

          

            
b

          

        

        
=

        
−

        
K

        

          
∑

          

            
i

            
=

            
1

          

          

            
n

          

        

        

          
p

          

            
i

          

        

        

          
log

          

            
b

          

        

        
⁡

        

          
p

          

            
i

          

        

      

    

    
{\displaystyle H_{b}=-K\sum _{i=1}^{n}p_{i}\log _{b}p_{i}}

  

```

Espressione dell'entropia di una sorgente d'informazione. Convenzionalmente si assume {\displaystyle K=1} e {\displaystyle b=2}.

Nell'articolo Shannon non fissa in modo prescrittivo una definizione precisa dell'unità di informazione. Tuttavia si può banalmente ricavare come corollario che 1 bit è la quantità di informazione necessaria e sufficiente a rimuovere l'incertezza relativa al realizzarsi di uno tra due eventi equiprobabili e mutualmente esclusivi, come ad esempio l'esito del lancio di una moneta. In simboli:
```
Sia 

  

    

      

        
E

        
=

        
{

        

          
e

          

            
1

          

        

        
,

        

          
e

          

            
2

          

        

        
}

      

    

    
{\displaystyle E=\{e_{1},e_{2}\}}

  

 una coppia di eventi indipendenti equiprobabili ( 

  

    

      

        

          
p

          

            
i

          

        

        
=

        
1

        

          
/

        

        
2

      

    

    
{\displaystyle p_{i}=1/2}

  

 )

  

    

      

        
H

        
(

        
E

        
)

        
=

        
H

        
(

        

          
e

          

            
1

          

        

        
)

        
+

        
H

        
(

        

          
e

          

            
2

          

        

        
)

        
=

        
−

        

          

            
1

            
2

          

        

        

          
log

          

            
2

          

        

        
⁡

        

          
(

          

            

              
1

              
2

            

          

          
)

        

        
−

        

          

            
1

            
2

          

        

        

          
log

          

            
2

          

        

        
⁡

        

          
(

          

            

              
1

              
2

            

          

          
)

        

        
=

        
1

        
 

        
b

        
i

        
t

      

    

    
{\displaystyle H(E)=H(e_{1})+H(e_{2})=-{\frac {1}{2}}\log _{2}\left({\frac {1}{2}}\right)-{\frac {1}{2}}\log _{2}\left({\frac {1}{2}}\right)=1\ bit}

  

```

## Interpretazione
Una quantità in bit può essere interpretata in 2 modi differenti:

- come misura dell'informazione intrinseca
- come misura di incertezza

Le due interpretazioni sono duali.
Per esempio assumiamo di avere un dato la cui entropia è pari a {\displaystyle n} bit:
Se il valore del dato non è conosciuto allora è ragionevole interpretare l'entropia come misura di incertezza: ovvero il valore del dato potrebbe essere uno qualsiasi in un set di dimensione {\displaystyle 2^{n}}.
Per rimuovere completamente questa incertezza sarà necessario accertarsi del valore effettivo del dato, e cioè equivalentemente scegliere un singolo valore tra quelli possibili.
Questa operazione implica ricevere {\displaystyle n} bit di informazione.
Alternativamente si può dire che il valore esatto "trasporta" ( o "possiede", o "rappresenta" ) {\displaystyle n} bit di informazione.

## Multipli e alternative
Essendo il bit un'unità di scala relativamente piccola risulta spesso poco ergonomica nel descrivere le quantità di informazione con cui spesso si ha a che fare nel mondo reale.
Specialmente se si considerano i continui sviluppi della tecnologia e dell'era dell'informazione.
Per questo motivo si è soliti adottare unità derivate che a vario titolo meglio si adattano a determinati usi.

### Multipli diretti
Esistono ambiti in cui risulta comodo utilizzare multipli diretti del bit. È il caso ad esempio dell'ingegneria delle telecomunicazioni e dei segnali più in generale.

### Nibble
Il nibble è un'unità equivalente a 4 bit.
Questa unità è spesso utilizzata nella rappresentazione esadecimale, poiché un nibble contiene la stessa quantità di informazione di una cifra esadecimale.

### Byte
Il byte è un'unità equivalente a 8 bit; con i relativi multipli è l'unità più utilizzata dal grande pubblico dopo la democratizzazione di internet.
Questo è dovuto alla popolarità delle piattaforme PC orientate ai byte, che tuttora rappresentano la tipologia dominante.
Storicamente, un byte era il numero di bit necessari per codificare un carattere di testo all'interno di un computer (definizione dipendente quindi dall'architettura dell'elaboratore); oggi, tuttavia, è sempre considerato come uguale ad 8 bit. Un byte può quindi rappresentare 28 = 256 distinti valori, come ad esempio i numeri interi tra 0 e 255, o tra -128 e 127. Lo standard IEEE 1541-2002 stabilisce che "B" (lettera maiuscola) è il simbolo che indica il byte. Il byte ed i suoi multipli sono sempre utilizzati per indicare la grandezza di file e la capacità di memorizzazione di un computer.

### Parola o Word
Nell'architettura dei calcolatori la Parola (in inglese Word) è la minima quantità di informazione processabile atomicamente da un processore.
Il numero di bit all'interno di una parola è legata alla grandezza dei registri della CPU ed alla larghezza dei bus usati per il trasferimento dei dati.
Alcune architetture possono operare atomicamente su sequenze di più parole.

### Blocchi o pagine
Nell'ambito dell'architettura dei calcolatori ed in particolare della gerarchia delle memorie si è soliti ragionare in termini di blocchi o pagine.
La definizione precisa dei due termini dipende strettamente dall'architettura del calcolatore di riferimento.
La memorie cache di un computer generalmente opera su blocchi di memoria che consistono di diverse "parole" consecutive. Queste unità sono chiamate "blocchi" o "linee" di cache.
Il sistema di memoria virtuale partiziona la memoria principale del computer in unità ancora più grandi, tradizionalmente chiamate "pagine".
Sulle moderne architetture PC è tipico trovare pagine di 4 KiB.